# 羽黒山 (山形県)
羽黒山（はぐろさん）は、山形県鶴岡市にある標高414mの山。出羽三山の主峰である月山の北西山麓に位置する丘陵で、独立峰ではない。修験道を中心とした山岳信仰の山として知られる。

## 神社
- 出羽神社 - 山頂にある神社

## 観光

### 石碑
羽黒山には多くの石碑がみられ、その中には、羽黒山をかつて訪れた、高浜虚子や野口雨情の詩歌が刻まれたものもある。

### 五重塔
「一の坂」（参道）の上り口にある。平将門の創建とされるもので、塔としては東北地方で最古とされ、昭和41年には国宝に指定されたが、現在みられるものは、15世紀のころに再建されたものである。
- 高さ - 29.0m[2]。
- 建築方式 - 三間五層杮葺素木造[2]。

### 爺杉（じじすぎ）
五重塔の隣に立つ樹齢1000年を超える老杉。1951年6月9日に国指定天然記念物に指定されている。昔は隣に婆杉も存在したが、1902年の台風で失われている。

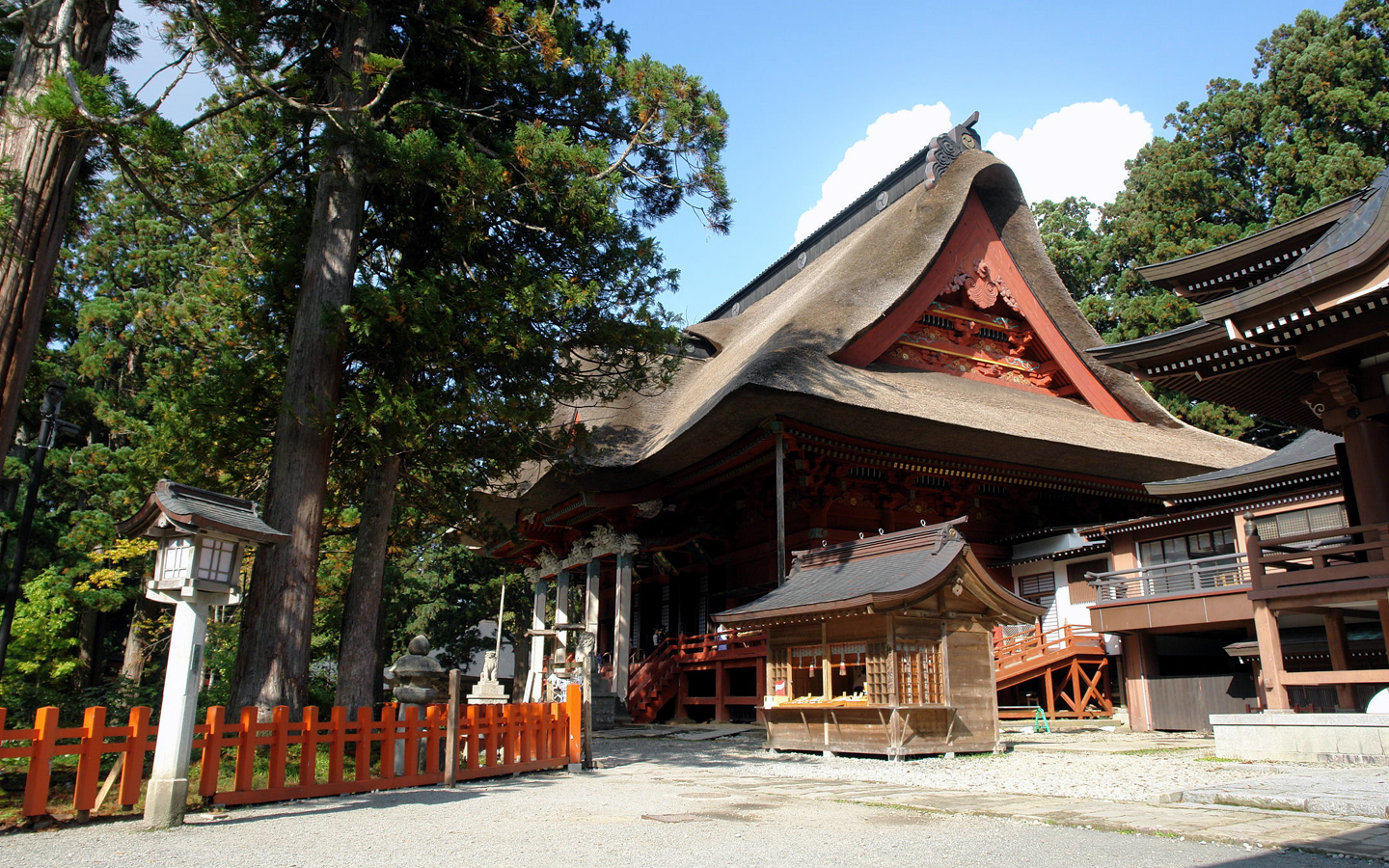
出羽神社
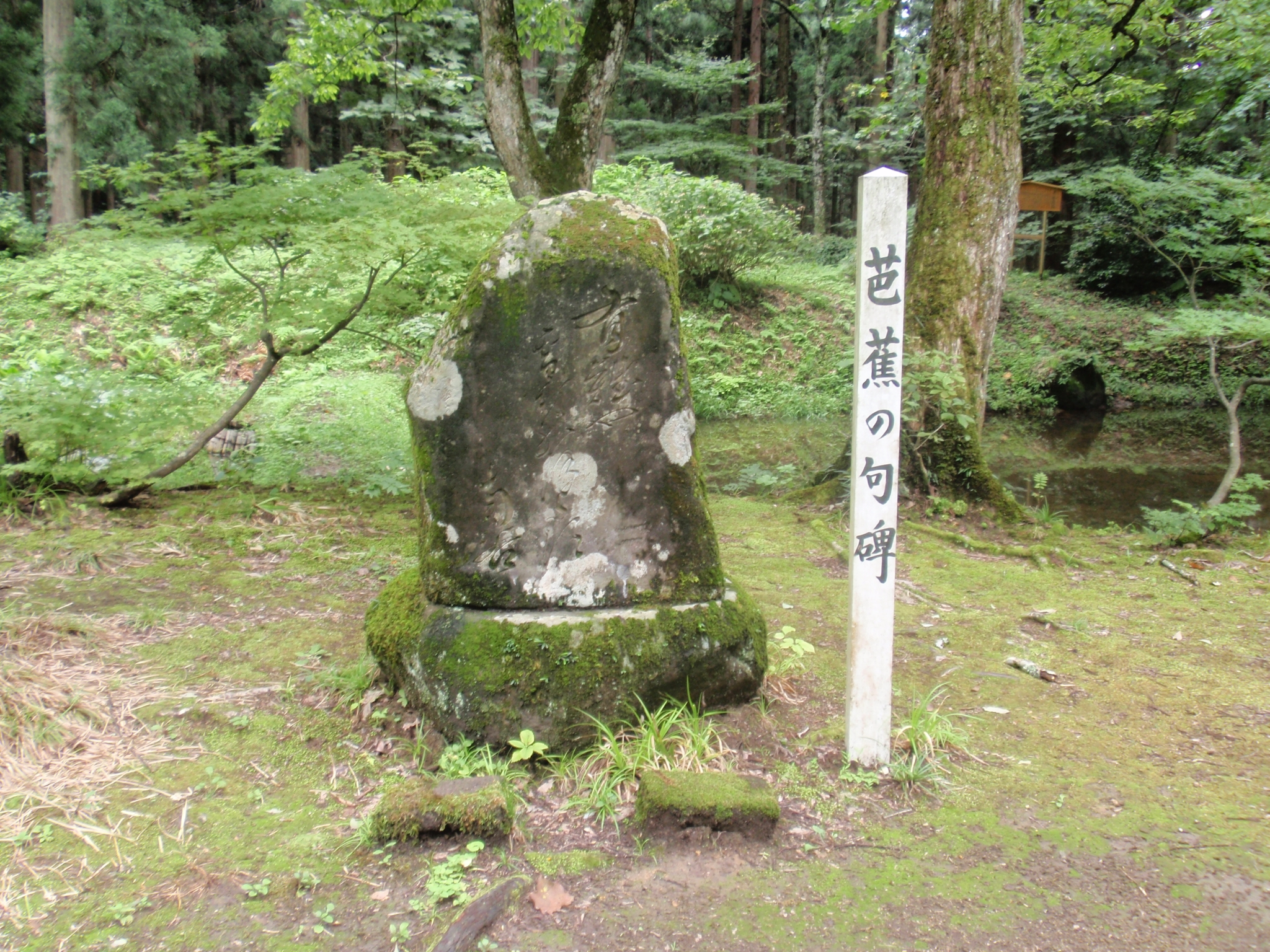
松尾芭蕉の句碑
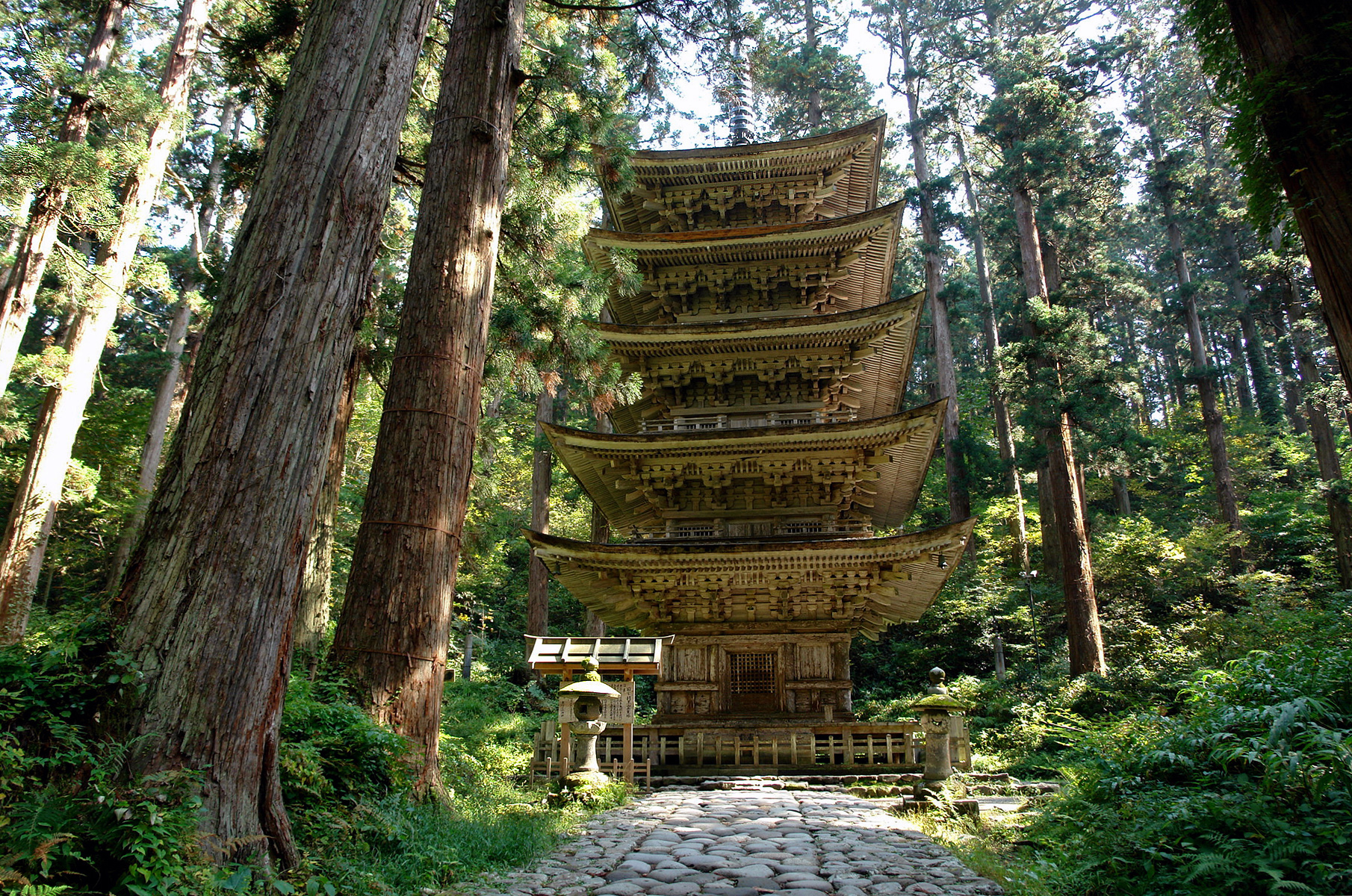
羽黒山五重塔
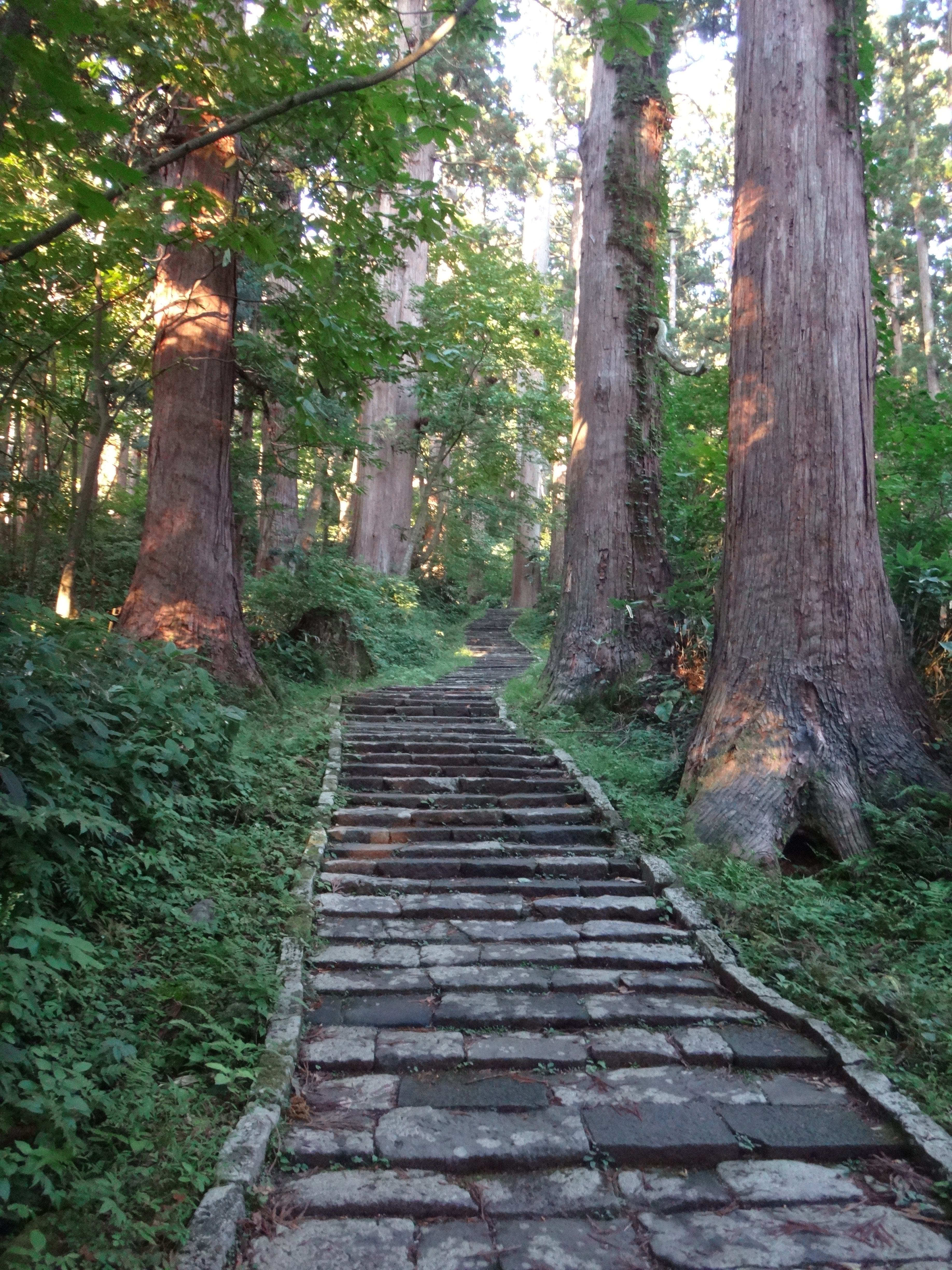
表参道石段